# Olivia Rodrigo
Olivia Isabel Rodrigo (Murrieta, Kalifornia, 2003. február 20. –) háromszoros Grammy-díjas amerikai színésznő, énekesnő.
Ismertebb alakításai Paige Olvera a Bizaardvark című sorozatban (2016-2019) és Nini Salazar-Roberts a Disney+-on futó High School Musical: A musical: A sorozat című sorozatban (2019-). 2020-ban kötött szerződést az Interscope és Geffen Records kiadókkal, 2021 januárjában pedig megjelent Drivers License címmel debütáló kislemeze, mely számos országban ért el első helyezést a slágerlistákon, és több műfaji rekordot is megdöntött. Ezt követte további két kislemez, a Deja Vu és a Good 4 U, majd Rodrigo debütáló albuma, a Sour, amely nagy sikert aratott a kritikusok körében, és több országban is vezette a slágerlistákat.  2023-ban két kislemeze jelent meg, a Vampire és a Bad Idea Right?, amit szeptemberben második nagylemeze, a Guts követett.

## Fiatalkora
Rodrigo 2003. február 20-án született a kaliforniai Murrietában, Jennifer és Chris Rodrigo egyetlen gyermekeként. Apai ágon filippínó, anyja oldalán német és ír származású. Hat évesen kezdett el színjátszó- és énekórákat venni, illetve játszott iskolai előadásokban is. Miután megkapta Paige Olvera szerepét a Bizaardvark című sorozatban, családjával Los Angelesbe költözött. Apai nagyszülei tizenéves korukban költöztek a Fülöp-szigetekről az Egyesült Államokba, családja filippínó szokásokat követ.

## Pályafutása

### Kezdetek
Már óvodában elkezdett színészkedni és énekórákat venni, majd 12 éves korára már megtanult gitározni. Először a zeneszerzői pálya érdekelte, miután country stílusú zenéket hallgatott. Nagy példaképe volt Taylor Swift.

### Színésznői karrierje
Rodrigo először egy Old Navy reklámban szerepelt. Színészként 2015-ben debütált az An American Girl: Grace Stirs Up Success című filmben, mint Grace Thomas. 2016 és 2019 között Paige Olveraként szerepelt a Disney Channel Bizaardvark című sorozatában. 2019 óta Nini Salazar-Roberts-et játssza a Disney+ High School Musical: A musical: A sorozat című sorozatában. Ő írta és adta elő a sorozat All I Want című betétdalát. Előadásáért elismerő kritikákat kapott.

### Énekesnői karrierje
Rodrigo 2020-ban kötött szerződést az Interscope Records és Geffen Records lemezkiadókkal. 2021. január 8-án jelent meg bemutatkozó kislemeze, a Drivers License, amelyet közösen szerzett a dal producerével, Dan Nigróval. A Drivers License elismerő kritikákat kapott, és kétszer is megdöntötte a Spotify napi hallgatottsági rekordját (a karácsonyi dalokat leszámítva): január 11-én világszerte 15,7 millió lejátszást ért el, másnap ezt múlta felül, amikor 17 millió lejátszást jegyzett. A Drivers License első helyen debütált a Billboard Hot 100 listán, továbbá első helyre került Ausztráliában, Írországban, Új-Zélandon, Hollandiában, Norvégiában és az Egyesült Királyságban is. Április 1-jén kiadta második kislemezét, a Deja Vu-t, amely már aznap a Billboard Hot 100 első tíz helyének egyikére került – ezzel Rodrigo lett az első művész, akinek első két kislemeze itt debütált. Május 4-én jelent meg Rodrigo harmadik, Good 4 U című kislemeze, amely a Billboard Hot 100 első helyén debütált, és több országban vezette a sikerlistákat. 2021. május 21-én jelent meg Rodrigo debütáló albuma, amely a Sour címet kapta, és nagy sikert aratott a kritikusok körében. Az év augusztusában, pontosabban augusztus 10-én megjelent Rodrigo negyedik kislemeze, a Traitor, majd szeptember 3-án az ötödik, a Brutal. Utóbbihoz a videóklipet Rodrigo minden előzetes figyelmeztetés nélkül tette közzé még augusztus 23-án, ennek ellenére pár óra alatt milliós megtekintést generált.

## Turnék

### The Sour Tour (2022. ápr. 5. – 2022. júl. 7.)
A Sour Tour 2022. április 5-én, az oregoni Portlandben kezdődött és 2022. július 7-én, Londonban ért véget. A turné 49 előadást foglalt magában. 2021. júliusában a Billboard arról számolt be, hogy Olivia, a televíziós kötelezettségei miatt (Disney) nem indulhat még turnéra 2021-ben, ezért indult 2022-ben.

## Filmográfia

### Filmek
| Év   | Magyar cím | Eredeti cím                              | Szerep       | Magyar hang |
| ---- | ---------- | ---------------------------------------- | ------------ | ----------- |
| 2015 |            | An American Girl: Grace Stirs Up Success | Grace Thomas |             |

### Televíziós szerepek
| Év        | Magyar cím                                | Eredeti cím                                  | Szerep               | Megjegyzések                         |
| --------- | ----------------------------------------- | -------------------------------------------- | -------------------- | ------------------------------------ |
| 2019–2022 | High School Musical: A musical: A sorozat | High School Musical: The Musical: The Series | Nini Salazar-Roberts | főszereplő magyarhangja Györke Laura |
| 2017      | Új csaj                                   | New Girl                                     | Terrinea             | 1 epizód: Young Adult                |
| 2016–2019 | Bizaardvark                               | Bizaardvark                                  | Paige Olvera         | főszereplő magyarhangja Csifó Dorina |

## Diszkográfia

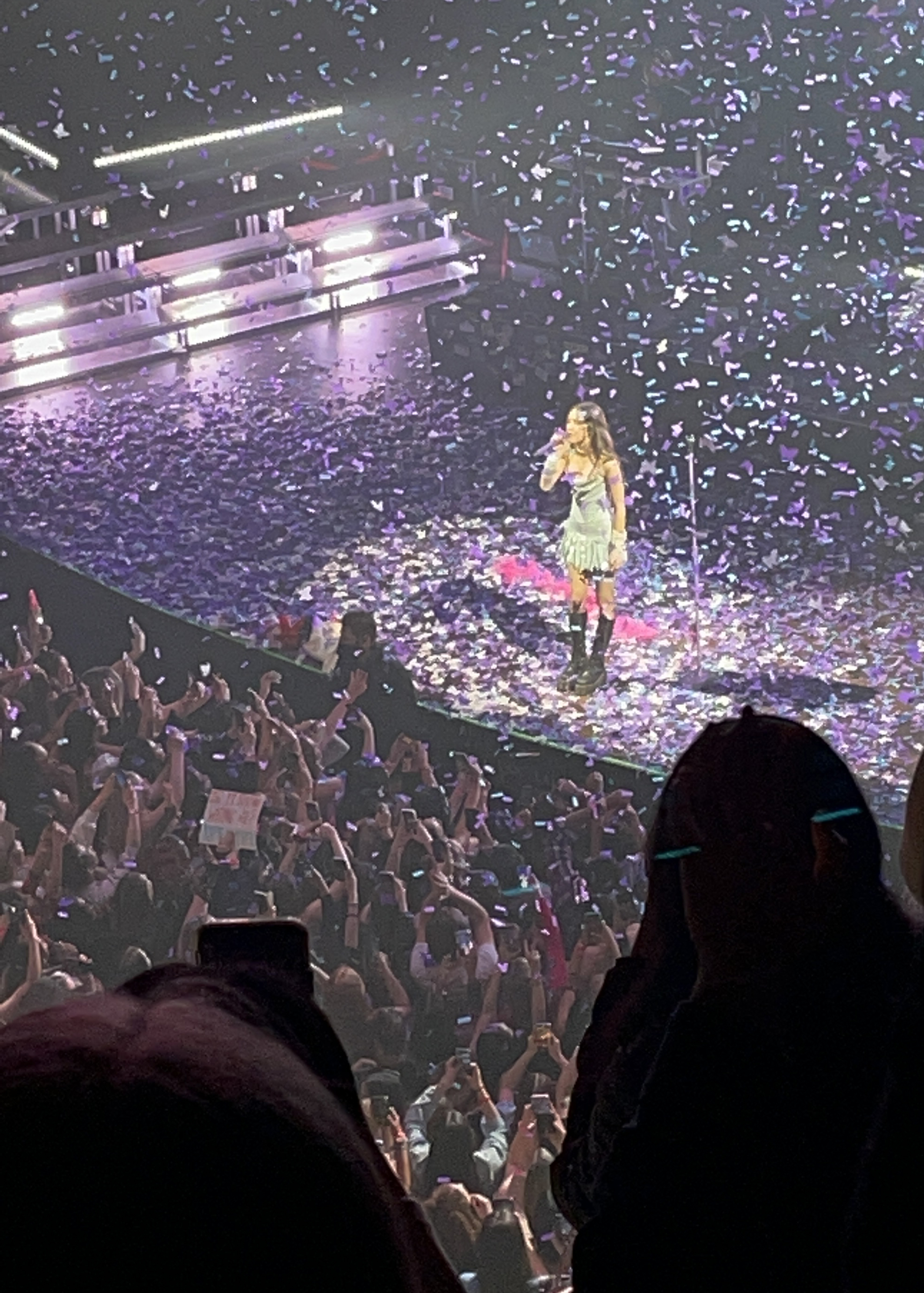
The Sour Tour – 2022

### Stúdióalbumok
- Sour (2021)
- Guts (2023)
- Guts (SPILLED) (2024)

### Kislemezek
| Cím              | Év   | Legjobb helyezés | Legjobb helyezés | Legjobb helyezés | Legjobb helyezés | Legjobb helyezés | Legjobb helyezés | Legjobb helyezés | Legjobb helyezés | Legjobb helyezés | Legjobb helyezés | Minősítés | Album |
| Cím              | Év   | US               | AUS              | CAN              | DEN              | GER              | IRE              | NOR              | NZ               | SWE              | UK               | Minősítés | Album |
| ---------------- | ---- | ---------------- | ---------------- | ---------------- | ---------------- | ---------------- | ---------------- | ---------------- | ---------------- | ---------------- | ---------------- | --- | ----- |
| Drivers License  | 2021 | 1                | 1                | 1                | 1                | 2                | 1                | 1                | 1                | 1                | 1                | - RIAA: 3×-os platinalemez - ARIA: 2x-es platinalemez - BPI: Platinalemez - BVMI: Aranylemez - IFPI DEN: Aranylemez - MC: 3×-os platinalemez - RMNZ: Platinalemez | Sour  |
| Deja Vu          | 2021 | 3                | 3                | 4                | 24               | 55               | 2                | 17               | 3                | 46               | 4                | - RIAA: Aranylemez - MC: Aranylemez - RMNZ: Aranylemez - BPI: Ezüstlemez                                                                                          | Sour  |
| Good 4 U         | 2021 | 1                | 1                | 1                | 1                | 2                | 1                | 1                | 1                | 2                | 1                | - RIAA: Aranylemez - BPI: Ezüstlemez - RMNZ: Aranylemez | Sour  |
| Vampire          | 2023 |                  |                  |                  |                  |                  |                  |                  |                  |                  |                  | | Guts  |
| Bad idea, right? | 2023 |                  |                  |                  |                  |                  |                  |                  |                  |                  |                  | | Guts  |

### Promóciós kislemezek
| Cím                                                                           | Év   | Legjobb helyezés | Legjobb helyezés | Legjobb helyezés | Legjobb helyezés | Legjobb helyezés | Legjobb helyezés | Legjobb helyezés | Minősítés                                               | Album                                        |
| Cím                                                                           | Év   | US               | CAN              | IRE              | NZ Hot           | SWE              | UK               | WW               | Minősítés                                               | Album                                        |
| ----------------------------------------------------------------------------- | ---- | ---------------- | ---------------- | ---------------- | ---------------- | ---------------- | ---------------- | ---------------- | ------------------------------------------------------- | -------------------------------------------- |
| I Think I Kinda, You Know (Joshua Bassett-tel)                                | 2019 | —                | —                | —                | —                | —                | —                | —                |                                                         | High School Musical: The Musical: The Series |
| Wondering (Julia Lesterrel)                                                   | 2019 | —                | —                | —                | —                | —                | —                | —                |                                                         | High School Musical: The Musical: The Series |
| All I Want                                                                    | 2019 | 90               | 83               | 16               | 19               | 88               | 32               | 119              | - RIAA: Aranylemez - MC: Platinalemez - BPI: Ezüstlemez | High School Musical: The Musical: The Series |
| Out of the Old                                                                | 2019 | —                | —                | —                | —                | —                | —                | —                |                                                         | High School Musical: The Musical: The Series |
| Just for a Moment (Joshua Bassett-tel)                                        | 2019 | —                | —                | —                | 32               | —                | —                | —                |                                                         | High School Musical: The Musical: The Series |
| "—" denotes items which were not released in that country or failed to chart. |      |                  |                  |                  |                  |                  |                  |                  |                                                         |                                              |

## Fordítás
- Ez a szócikk részben vagy egészben  az   Olivia Rodrigo című angol Wikipédia-szócikk fordításán alapul.  Az eredeti cikk szerkesztőit annak laptörténete sorolja fel. Ez a jelzés csupán a megfogalmazás eredetét és a szerzői jogokat jelzi, nem szolgál a cikkben szereplő információk forrásmegjelöléseként.